# Крозиг, Эрнст фон
Эрнст Антон фон Крозиг (нем. Ernst-Anton von Krosigk; 5 марта 1898 — 16 марта 1945) — немецкий офицер, участник Первой и Второй мировых войн, генерал пехоты, кавалер Рыцарского креста с Дубовыми листьями.

## Первая мировая война
Поступил добровольцем на военную службу в июне 1915 года, фанен-юнкером (кандидат в офицеры) в гвардейский егерский полк. С марта 1916 года — на фронте. С июня 1916 года — лейтенант, командир пехотного взвода. За время войны награждён Железными крестами обеих степеней. Был ранен.

## Между мировыми войнами
Продолжил службу в рейхсвере, на командных и штабных должностях. К началу Второй мировой войны — преподаватель в военном училище, подполковник.

## Вторая мировая война
Осенью 1939 года — на штабных должностях. С декабря 1939 года — начальник оперативного отдела штаба 22-го моторизованного корпуса.
В мае — июне 1940 года — участвовал во Французской кампании, награждён планками к Железным крестам обеих степеней (повторное награждение). С апреля 1941 года — полковник.
С 1941 года участвовал в германо-советской войне, с 26 декабря 1941 года — начальник штаба 1-го армейского корпуса (в районе Волхова). В августе 1942 года — награждён Золотым немецким крестом.
В феврале 1943 года — временно командовал 26-й пехотной дивизией. С июля 1943 года — командир 1-й пехотной дивизии. С сентября 1943 года — генерал-майор.
В 1944 году — 1-я пехотная дивизия переброшена на западную Украину (бои в районе Бродов). В феврале 1944 года — фон Крозиг награждён Рыцарским крестом, с мая 1944 года — генерал-лейтенант. В октябре-декабре 1944 года — в командном резерве.
С 15 декабря 1944 года — командующий 16-м армейским корпусом (в Курляндском котле). С 30 января 1945 года — в звании генерал пехоты.
С 10 марта 1945 года — командующий 16-й армией (в Курляндском котле). 16 марта 1945 года — убит в результате воздушного налёта. 12 апреля 1945 года — посмертно награждён Дубовыми листьями к Рыцарскому кресту.

## Награды
- Железный крест 2-го класса (25 сентября 1916) (Королевство Пруссия)
- Железный крест 1-го класса (12 сентября 1918) (Королевство Пруссия)
- Нагрудный знак «За ранение» (1918) чёрный
- Железный полумесяц (Османская империя)
- Орден «За храбрость» 2-го класса (Царство Болгария)
- Медаль за участие в Европейской войне (1915—1918) (Царство Болгария)
- Почётный крест Первой мировой войны 1914/1918 с мечами (1934)
- Медаль «За выслугу лет в вермахте» с 4-го по 2-й класс
- Медаль «В память 1 октября 1938 года»
- Пряжка к Железному кресту 2-го класса (20 мая 1940)
- Пряжка к Железному кресту 1-го класса (19 июня 1940)
- Нагрудный штурмовой пехотный знак в серебре
- Медаль «За зимнюю кампанию на Востоке 1941/42»
- Немецкий крест в золоте (9 августа 1942)
- Упоминание в Вермахтберихт 21 марта 1944
- Рыцарский крест Железного креста с дубовыми листьями
  - рыцарский крест (12 февраля 1944)
  - дубовые листья (№ 827) (12 апреля 1945)